# Henri Weigelt
Henri Weigelt (Bielefeld, 17 januari 1998) is een Duits voetballer die doorgaans speelt als centrale verdediger. In juli 2024 verruilde hij TSV Steinbach voor Eintracht Trier.

## Clubcarrière
Weigelt speelde in de jeugd van Helpup-Örlinghausen en kwam in 2010 terecht in de opleiding van Arminia Bielefeld. Zijn debuut in het eerste elftal maakte de verdediger op 17 maart 2017, toen door doelpunten van Christoph Hemlein en Sebastian Schuppan met 2–0 gewonnen werd van 1. FC Kaiserslautern. In deze wedstrijd mocht Weigelt acht minuten voor tijd als invaller het veld betreden. In het seizoen 2017/18 kwam de centrumverdediger tot negen optredens in het eerste elftal van Arminia. Hij speelde ook veertien wedstrijden voor het tweede team in de Oberliga Westfalen.
Na dit seizoen werd hij overgenomen door AZ, waar hij zijn handtekening zette onder een verbintenis voor de duur van drie seizoenen, met een optie op een jaar extra. In Alkmaar kwam Weigelt niet verder dan het tweede elftal en medio 2020 werd het contract van de verdediger ontbonden in onderling overleg. Hierop keerde hij terug naar Duitsland, om voor het tweede elftal van Borussia Dortmund te gaan spelen. TSV Steinbach nam Weigelt medio 2021 transfervrij over en gaf hem een contract voor twee jaar. In mei 2023 werd zijn aflopende verbintenis opengebroken en met twee seizoenen verlengd. Ondanks deze verlenging vertrok Weigelt een jaar later toch, om voor Eintracht Trier te gaan spelen.

## Clubstatistieken
| Seizoen | Club                 | Competitie           | Competitie | Competitie | Beker | Beker | Internationaal | Internationaal | Totaal | Totaal |
| Seizoen | Club                 | Competitie           | Wed.       | Dlp.       | Wed.  | Dlp.  | Wed.           | Dlp.           | Wed.   | Dlp.   |
| ------- | -------------------- | -------------------- | ---------- | ---------- | ----- | ----- | -------------- | -------------- | ------ | ------ |
| 2016/17 | Arminia Bielefeld    | 2. Bundesliga        | 1          | 0          | 0     | 0     | —              | —              | 1      | 0      |
| 2017/18 | Arminia Bielefeld    | 2. Bundesliga        | 9          | 0          | 0     | 0     | —              | —              | 9      | 0      |
| 2018/19 | AZ                   | Eredivisie           | 0          | 0          | 1     | 0     | 0              | 0              | 1      | 0      |
| 2018/19 | Jong AZ              | Eerste divisie       | 23         | 1          | —     | —     | —              | —              | 23     | 1      |
| 2019/20 | Jong AZ              | Eerste divisie       | 5          | 0          | —     | —     | —              | —              | 5      | 0      |
| 2020/21 | Borussia Dortmund II | Regionalliga West    | 19         | 0          | —     | —     | —              | —              | 19     | 0      |
| 2021/22 | TSV Steinbach        | Regionalliga Südwest | 32         | 1          | 0     | 0     | —              | —              | 32     | 1      |
| 2022/23 | TSV Steinbach        | Regionalliga Südwest | 7          | 0          | 0     | 0     | —              | —              | 7      | 0      |
| 2023/24 | TSV Steinbach        | Regionalliga Südwest | 19         | 0          | 0     | 0     | —              | —              | 19     | 0      |
| 2024/25 | Eintracht Trier      | Regionalliga Südwest | 0          | 0          | 0     | 0     | —              | —              | 0      | 0      |
| Totaal  | Totaal               | Totaal               | 115        | 2          | 1     | 0     | 0              | 0              | 116    | 2      |

Bijgewerkt op 22 juli 2024.